# Grąd (Bartoszyce)
Grąd (deutsch Grundmühle) ist ein untergegangener Ort in der polnischen Woiwodschaft Ermland-Masuren. Seine Ortsstelle liegt im Gebiet der Gmina Bartoszyce (Landgemeinde Bartenstein) im Powiat Bartoszycki (Kreis Bartenstein).

## Geographische Lage
Die Ortsstelle Grąd liegt am Nordufer der Łyna (Alle) in der nördlichen Mitte der Woiwodschaft Ermland-Masuren, sieben Kilometer östlich der Kreisstadt Bartoszyce (deutsch Bartenstein).

## Geschichte
Der vor 1566 Sprandtmühle und nach 1566 Grundmühl genannte Ort war ein kleiner Gutsort. Als 1874 im ostpreußischen Kreis Friedland (er hieß ab 1927: Kreis Bartenstein) der neue Amtsbezirk Liesken (polnisch Liski) errichtet wurde, war das Etablissement Grundmühle ein Teil desselben und wurde nach 1908 als Gutsbezirk geführt. Die Zahl der Einwohner des Gutsbezirks Grundmühle belief sich im Jahre 1910 auf fünf.
Am 30. September 1928 verlor der Gutsbezirk Grundmühle seine Eigenständigkeit, als er sich mit den Gutsbezirken Roschenen (polnisch Rusajny) und Liesken (Liski) sowie den Landgemeinden Groß Söllen (Szylina Wielka) und Klein Söllen (Szylina Mała) zur neuen Landgemeinde Söllen im Amtsbezirk Liesken zusammenschloss.
Nachdem 1945 in Kriegsfolge das gesamte südliche Ostpreußen an Polen gefallen war, erhielt Grundmühle die polnische Namensform „Grąd“. Wahrscheinlich wurde der Ort in den Nachkriegsjahren und auch später nicht mehr besiedelt, denn er wurde nicht mehr genannt und gilt als untergegangen. Seine Ortsstelle – sie ist so gut wie nicht mehr erkennbar – liegt am östlichen Ortsrand der heutigen Gmina Bartoszyce (Landgemeinde Bartenstein) im Powiat Bartoszyce (Kreis Bartenstein) in der Woiwodschaft Ermland-Masuren.

## Kirche
Bis 1945 war Grundmühle in die evangelische Kirche St. Johann in Bartenstein in der Kirchenprovinz Ostpreußen der Kirche der Altpreußischen Union, außerdem in die römisch-katholische Kirche St. Bruno in Bartenstein – damals im Bistum Ermland gelegen – eingepfarrt.

## Verkehr
Die Ortsstelle von Grundmühle resp. Grąd liegt an der Nebenstraße, die die Städte Bartoszyce (Bartenstein) und Sępopol (Schippenbeil) miteinander verbindet.